# Kunstsammlung Landstieg

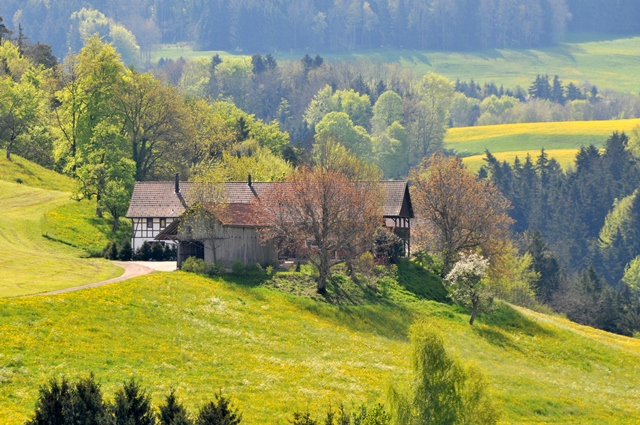
Haus Landstieg in Oberwangen TG

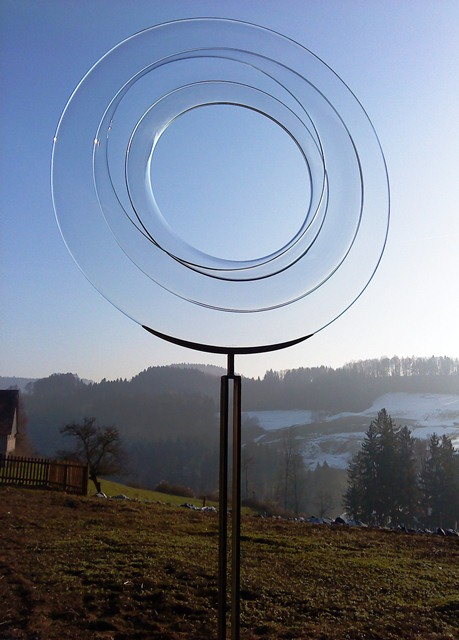
Glas-Skulptur von Livio Seguso

Die Kunstsammlung Landstieg in Oberwangen TG enthält Werke aus Glas und Keramik, insbesondere aus der Studioglasbewegung.

## Sammlung
Der Aufbau dieser Schweizer Privatsammlung erfolgte ungefähr ab dem Jahr 1985 im Laufe von zwanzig Jahren. Die vertretenen Künstler sind international bekannt und Werke von ihnen befinden sich zum Beispiel auch im Victoria and Albert Museum in London oder in New York im Metropolitan Museum of Art, im Museum of Modern Art und im Corning Museum of Glass.

## Werke
Die Studioglasbewegung ist vertreten durch die «Gründer-Väter» Erwin Eisch und Harvey Littleton, dann durch die bekanntesten Namen dieser Bewegung wie zum Beispiel Dale Chihuly, Dan Daily, Willem Heesen, Helmut W. Hundstorfer, Bertil Vallien, Ann Wolff und Toots Zynsky.
Im Bereich Keramik wurden hauptsächlich Werke der Schweizer Künstler Philippe Lambercy, Edouard Chapallaz, Elisabeth Langsch und Petra Weiss aufgenommen, dazu einige Werke international bekannter Künstler wie Carmen Dionyse, Yasuo Hayashi und Carlo Zauli.